# Archidona (Ecuador)

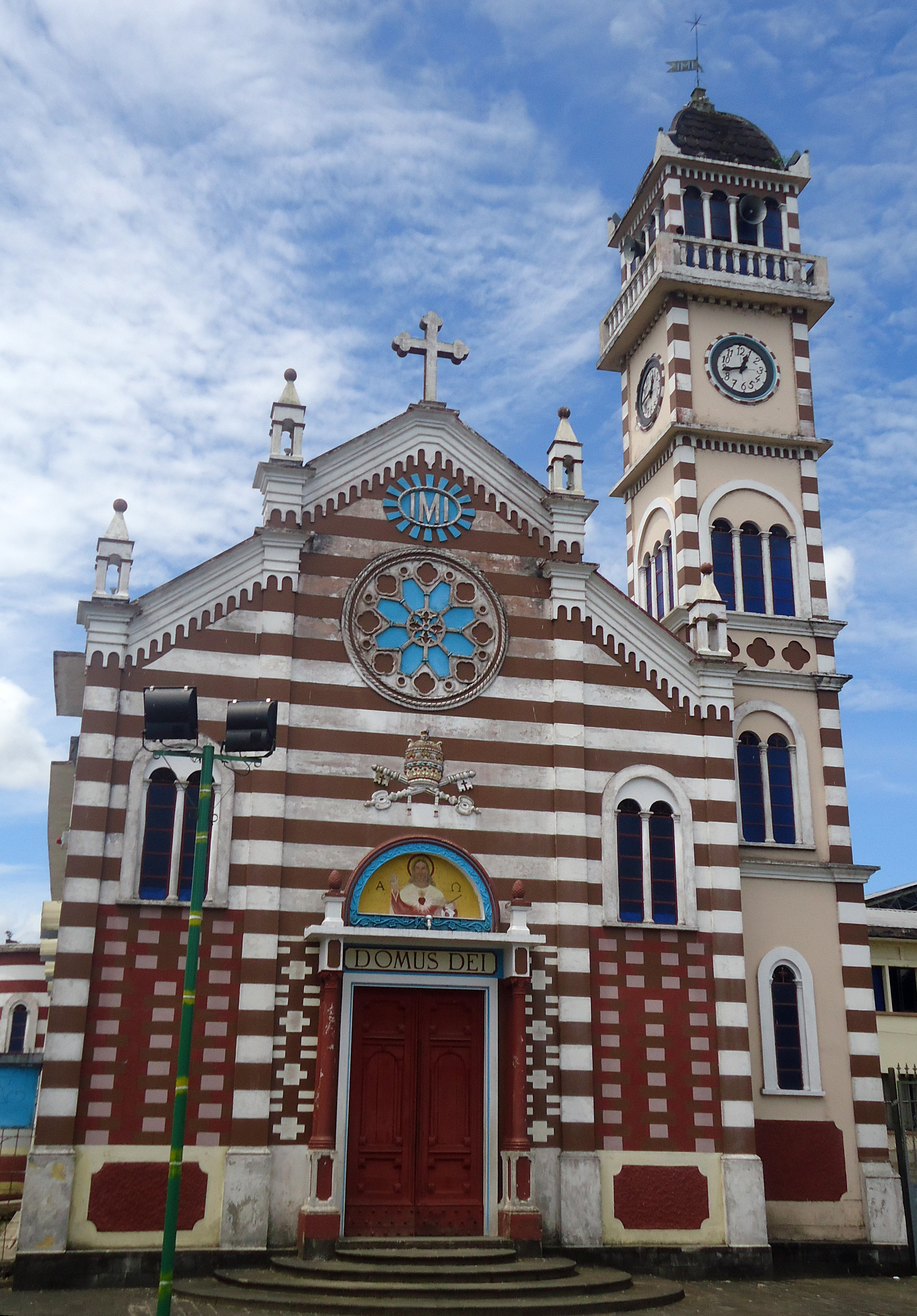
Iglesia del Sagrado Corazón de Jesús in Archidona

Archidona ist eine Kleinstadt und eine Parroquia urbana („städtisches Kirchspiel“) in der ecuadorianischen Provinz Napo. Archidona ist Verwaltungssitz des gleichnamigen Kantons. Archidona geht auf eine spanische Gründung im Jahr 1560 zurück. Der Kanton Archidona wurde am 21. April 1981 gegründet. Die Parroquia Archidona besitzt eine Fläche von 956,51 km². Die Einwohnerzahl lag beim Zensus 2010 bei 11.689. Davon lebten 5.478 Menschen im urbanen Bereich von Archidona.

## Lage
Die Stadt Archidona liegt auf einer Höhe von 577 m am Ostufer des Río Misahuallí, knapp 9 km nördlich der Provinzhauptstadt Tena. Die Fernstraße E45 (Tena–Nueva Loja) führt in nördlicher Richtung durch den äußersten Osten der Parroquia und durch die Stadt Archidona. Die Parroquia wird im Osten von dem kleineren Fluss Río Lushan begrenzt. Im östlichen Süden verläuft der Río Inchillaqui entlang der Verwaltungsgrenze. Die Parroquia erstreckt sich über die Ostflanke der Cordillera Real und reicht im Westen bis an die Ostflanke des Vulkans Cotopaxi und im äußersten Nordwesten bis zum Gipfel des 5758 m hohen Vulkans Antisana. Im Westen bildet die Wasserscheide zu den Einzugsgebieten von Río Guayllabamba und Río Pastaza die Verwaltungsgrenze. Der Río Antisana, ein rechter Nebenfluss des Río Verdeyacu, bildet im westlichen Norden die Grenze.
Die Parroquia Archidona grenzt im Norden an die Parroquia Cotundo, im Osten an die Parroquia San Pablo de Ushpayacu, im äußersten Südosten an die Parroquia Puerto Misahuallí, im östlichen Süden an die Parroquias Tena und Muyuna, im westlichen Süden an die Parroquia Pano, im Westen an die Provinz Cotopaxi mit der Parroquia Mulaló (Kanton Latacunga), im äußersten Nordwesten an die Provinz Pichincha mit den Parroquias Machachi (Kanton Mejía) und Píntag (Kanton Quito) sowie an die Parroquia Papallacta (Kanton Quijos).

## Ökologie
Der Westen der Parroquia liegt innerhalb der Reserva Biológica Colonso Chalupas. Kleinere Bereiche liegen innerhalb der Nationalparks Cotopaxi und Antisana.